# سیاه‌گوش (فیلم)
سیاه‌گوش (لهستانی: Ryś) یک فیلم کمدی لهستانی است که در سال ۲۰۰۷ منتشر شد.

## گزیدهٔ بازیگران
- استانیسواف تیم
- کشیشتف کوالفسکی
- زوفیا مِرل
- یژی تورِک
- مارک کُندرات
- یانوش رِوینسکی
- کشیشتف گلوبیش
- مارک پیووفسکی
- بوریس شیتس
- دانوتا استنکا
- آنا کُرچ
- اریک لوبوس
- استانیسواف برودنی
- کارینا سِـوِرین
- بئاتا تیشکیه‌ویچ
- گراژینا شاپوووفسکا
- یوآنا ژووکوفسکا
- دوروتا استالینسکا
- کریستیانا یاندا
- آنا مایخر
- آگاتا بوزِک
- استانیسواوا تسلینسکا
- کریستینا فلدمان
- ماگدالنا زاوادسکا
- آگنیشکا سوخورا
- مارتا لیپینسکا
- یوانا اشتپکوفسکا
- پائولینا هولتز
- آنا پژیبیلسکا
- ماگدالنا روژچکا
- یوآنا کواچکوفسکا
- کاتاژینا ژلینسکا
- یان کابوشفسکی
- ویکتور زبوروفسکی
- یان کوچینیاک
- ماریان گلینکا
- گژگوش میتسوگوف
- باربارا کرافتوونا
- بوهدان وازوکا
- توماش ساپریک
- آندژی دِسکور
- رافائو کرولیکوفسکی
- میخاو پیلا
- هنریک گوونبیفسکی
- یژی موس
- یان پنچک
- هانا بینیشوویچ
- آنا پروس